# Hassan Ferechtian
Hassan Ferechtian (en persan : حسن فرشتیان ), est un écrivain, islamologue, théologien et juriste iranien, né le 19 septembre 1963 à Mashhad, en Iran. Il réside à présent à Paris.

## Œuvres
- 400 questions-réponses pour mieux connaître l'Islam, Albouraq, Paris, 2002.
- Le Contrat en droit iranien : Exécution forcée, Les Indes savantes, Paris, 2005.
- Religion, paix et non-violence, L’Harmattan, Paris, 2004.
- Dialogues interreligieux pour une éthique de l’environnement, L’Harmattan, Paris, 2006.